# چبیسزینو
چبیسزینو (به لاتین: Trzebieszyno) یک سکونتگاه مسکونی در لهستان است که در Gmina Miastko واقع شده‌است.

## خصوصیات
چبیسزینو ۲۱ نفر جمعیت دارد.